# 南龕摩崖造像
南龕摩崖造像位於四川省巴中县城郊，文物遺址年代判定為唐、宋。1956年8月16日公佈為四川省第一批歷史及革命文物保護單位，1980年7月7日公佈為四川省重新公布的第一批文物保護單位。1988年1月13日列為第三批全國重點文物保護單位。
南龕位於巴中市城南5公里的南龕山上，為巴中石窟中規模最大、保存最完好者，現存176龕。南龕山略呈南北走向，造像主要分布於山崖東面之神仙坡、雲屏石、觀音岩等處，以神仙坡東面崖壁上為最多。在2000年夏調查時，為了方便記錄，將神仙坡以老君洞後原登山舊路為界分為南北兩段，北段造像最密集。現在上山參觀的道路位於山崖東面，從下至上直通至造像區北段崖前，路南側有雲屏石，北側有天落石，觀音崖位於北段以北的山坡下，墓塔區位於山崖的南端。在造像區，編號從山崖下端的雲屏石開始，依次至天落石，主要造像區南段崖壁，至觀音崖結束，每處編號均按從上至下、從南向北的順序進行。墓塔區的編號接著觀音崖的編號，按從北向南、從上至下的順序進行。第151～153號位於造像區通往墓塔區的路旁，因此編號靠後。第174～176號是調查時新發現的，為補編號。第027～138號龕主要集中於北段，即主要造像區，第139～150號龕位於觀音岩，第012～026號龕、第174～176號龕位於南段老君洞一帶，第154～172號龕位於南段墓塔區，第001～008號龕、第15l號龕位於山前雲屏石上，第009～011號龕位於山前天門石上。原第101號龕左側一殘龕為重複第102號龕。南龕造像絕大多數開鑿於唐代。依其所處崖面，結合有紀年的造像銘文，按開鑿順序，南龕現存的重要碑記和有代表性窟龕大致可以分為八組。